# Letitia Christian Tyler
Letitia Christian Tyler (ur. 12 listopada 1790 w Wirginii, zm. 10 września 1842 w Białym Domu) – pierwsza żona dziesiątego prezydenta USA Johna Tylera. Pierwsza dama Stanów Zjednoczonych od 1841 roku do jej śmierci w 1842 roku.

## Życiorys
Letitia Christian urodziła się 12 listopada 1790 roku w Cedar Grove jako córka plantatora, pułkownika Roberta Christiana i jego żony Mary Brown. Edukację odebrała w domu, od swojej matki. W wieku osiemnastu lat poznała swojego przyszłego męża, syna sędziego, Johna Tylera.
Cztery lata później Tyler oświadczył się i został przyjęty. Początkowo rodzice Letitii byli przeciwni temu małżeństwu jednak para pobrała się w 1813 roku. Zaraz po ślubie oboje zamieszkali w domu Tylera, jednak po dwóch latach przenieśli się do Woodburn, a następnie do Gloucester Place, gdzie zajmowali się uprawą ziemi. Po pewnym czasie Tylerowie porzucili rolnictwo i osiedlili się w Williamsburgu, gdzie John zaangażował się w politykę.
Kiedy John Tyler został senatorem, przeniósł się do Waszyngtonu, lecz Letitia pozostała z dziećmi w Williamsburgu. W 1838 roku doznała wylewu. Rok później jej mąż został wiceprezydentem USA, a ona drugą damą, lecz funkcja ta nie przewidywała niemal żadnych obowiązków. Miesiąc po zaprzysiężeniu, zmarł prezydent Harrison, co spowodowało, że Tyler został prezydentem, a jego żona pierwszą damą. Po pewnym czasie Letitia dołączyła do męża w Waszyngtonie, lecz ze względu na zły stan zdrowia i lekki paraliż nie pełniła swojej roli, w której zastępowała ją synowa Priscilla Cooper. 9 września 1842 roku miała drugi wylew. Zmarła następnego dnia, pochowana została w rodzinnym Cedar Grove.

## Życie prywatne
Letitia Christian poślubiła Johna Tylera 29 marca 1813 roku. Mieli ośmioro dzieci, z czego siedmioro dożyło wieku dorosłego: Mary (ur. 1815), Roberta (ur. 1816), Johna (ur. 1819), Elizabeth (ur. 1823), Annę Contessę (ur. i zm. 1825), Alice (ur. 1827) oraz Tazewella (ur. 1830).